# Danh sách di sản thế giới tại Iraq
Ủy ban Di sản thế giới của UNESCO là nơi có tầm quan trọng đến việc bảo tồn các di sản văn hóa hoặc thiên nhiên theo Công ước Di sản thế giới của UNESCO được đưa ra vào năm 1972. Iraq chấp nhận Công ước Di sản thế giới vào ngày 5 tháng 3 năm 1974, và từ đó các di tích đủ điều kiện để được UNESCO công nhận. Tính đến hết năm 2017, Iraq có tổng cộng 5 di sản được công nhận.
Địa điểm đầu tiên ở Iraq được công nhận là Hatra, được ghi vào danh sách tại kỳ họp thứ 9 của Ủy ban Di sản thế giới diễn ra tại Paris, Pháp vào năm 1985. Ashur (Qal'at Sherqat) được ghi vào năm 2003 như là địa điểm thứ hai, theo sau là Thành phố khảo cổ Samarra năm 2007. Thành cổ Arbil và Ahwar Nam Iraq lần lượt được thêm vào danh sách trong năm 2014 và 2016. Ahwar Nam Iraq cũng là Di sản hỗn hợp đầu tiên của Iraq.
Tính đến hết năm 2017, ba trong số năm di sản được đặt trong Danh sách di sản thế giới bị đe dọa của UNESCO. Ashur (Qal'at Sherqat) được thêm vào danh sách vào năm 2003, cùng với năm nó được công nhận Di sản thế giới, do lo ngại rằng về dự án xây dựng đập có thể nhấn chìm một phần khu vực; trong khi dự án đã bị gác lại, địa điểm này vẫn nằm trong danh sách do thiếu sự bảo vệ. Tương tự, thành phố khảo cổ Samarra đã được đưa vào danh sách cùng với việc đưa vào danh sách bị đe dọa vào năm 2007 vì chính quyền đã không thể quản lý và bảo tồn được địa điểm này kể từ cuộc Chiến tranh Iraq. Hatra đã được ghi vào danh sách bị đe dọa vào năm 2015 do việc bị phá hủy bởi Nhà nước Hồi giáo Iraq và Levant.

## Danh sách
Dưới đây là danh sách các di sản thế giới của UNESCO tại Iraq
| Tên                                                                                         | Hình ảnh | Vị trí                                                             | Tiêu chí                   | Diện tích ha (acre) | Năm công nhận | Mô tả |
| ------------------------------------------------------------------------------------------- | -------- | ------------------------------------------------------------------ | -------------------------- | ------------------- | ------------- | --- |
| Ashur (Qal'at Sherqat)                                                                      |          | Salah ad Din 35°27′32″B 43°15′35″Đ / 35,45889°B 43,25972°Đ         | Văn hóa: (iii)(iv)         | 70 (170)            | 2003          | Nằm trên bờ sông Tigris và có niên đại từ thiên niên kỷ thứ 3 TCN, Ashur là thủ đô đầu tiên của Đế quốc Assyrian và cũng là trung tâm tôn giáo của người Assyria. Sau khi bị phá hủy bởi người Babylon, thành phố đã được phục hồi một thời gian ngắn trong thời kỳ Parthia.   |
| Thành cổ Erbil                                                                              |          | Arbil, · Kurdistan · 36°11′28″B 44°00′33″Đ / 36,19111°B 44,00917°Đ | Văn hóa: (iv)              | 16 (40)             | 2014          | Thành Erbil là một ví dụ điển hình về quy hoạch đô thị thời kỳ Ottoman. Ngoài các pháo đài thế kỷ 19, khu vực này còn có các di tích còn lại từ thời Assyria. |
| Hatra                                                                                       |          | Ninawa 35°35′17″B 42°43′6″Đ / 35,58806°B 42,71833°Đ                | Văn hóa: (ii)(iii)(iv)(vi) | 324 (800)           | 1985          | Thành phố Parthia được đã chống chịu trước các cuộc tấn công của Đế chế La Mã vào thế kỷ thứ 2. Kiến trúc của nó phản ánh cả ảnh hưởng Hy Lạp và La Mã. |
| Thành phố khảo cổ Samarra                                                                   |          | Salah ad Din 34°20′28″B 43°49′25″Đ / 34,34111°B 43,82361°Đ         | Văn hóa: (ii)(iii)(iv)     | 15.058 (37.210)     | 2007          | Nằm trên bờ Tigris, thành phố Hồi giáo Samarra là thủ đô của Nhà Abbas. Nó chứa hai trong số những nhà thờ Hồi giáo lớn nhất và một số cung điện lớn nhất trong thế giới Hồi giáo, ngoài ra nó còn là một trong những ví dụ điển hình nhất của quy hoạch đô thị thời kỳ Abbas. |
| Ahwar Nam Iraq: Khu bảo vệ đa dạng sinh học và cảnh quan sót lại của các thành phố Lưỡng Hà |          | 31°33′44″B 47°39′28″Đ / 31,56222°B 47,65778°Đ                      | Hỗn hợp: (iii)(v)(ix)(x)   | 211.544 (522.740)   | 2016          | Nằm ở phía nam Iraq, khu vực này có ba thành phố có nguồn gốc từ Sumerian, cụ thể là Uruk, Ur và Eridu, cùng với đó là bốn khu vực đất ngập nước ở Mesopotamian Marshes. |

## Danh sách dự kiến
Ngoài các địa điểm ghi trong danh sách Di sản thế giới, các quốc gia thành viên có thể duy trì một danh sách các địa điểm dự kiến để có thể xem xét đề cử. Đề cử cho danh sách Di sản thế giới chỉ được chấp nhận nếu địa danh đó đó đã được liệt kê trước đó trong danh sách dự kiến. Tính đến năm 2014, Iraq liệt kê 11 địa điểm trong danh sách dự kiến:
- Nimrud (2000)[14]
- Thành phố cổ Nineveh (2000)[16]
- Pháo đài Al-Ukhaidir (2000)[17]
- Wasit (2000)[18]
- Lăng mộ Ezekiel (2010)[19]
- Nghĩa trang Wadi-us-Salaam ở Najaf (2011)[20]
- Thành phố cổ Amerdy (2011)[21]
- Các địa điểm lịch sử của sông Tigris ở Baghdad Rusafa, kéo dài từ trường Đại học Al-Mustansiriya đến Cung điện Abbas (2014).[22]
- Khu định cư thời đại đồ đá Bestansur (2017)
- Thành phố cổ Nippur (2017)
- Thành phố cổ Mosul (2018)
- Thung lũng đền Lalish (2020)
- Thành cổ Kirkuk (2021)